# Сентеріч (Нью-Йорк)
Сентеріч (англ. Centereach) — переписна місцевість (CDP) в США, в окрузі Саффолк штату Нью-Йорк. Населення — 30 980 осіб (2020).

## Географія
Сентеріч розташований за координатами 40°52′10″ пн. ш. 73°4′51″ зх. д. / 40.86944° пн. ш. 73.08083° зх. д. (40.869533, -73.080780).  За даними Бюро перепису населення США в 2010 році переписна місцевість мала площу 22,57 км², уся площа — суходіл.

## Демографія
Згідно з переписом 2010 року, у переписній місцевості мешкало 31 578 осіб у 10 026 домогосподарствах у складі 8042 родин. Густота населення становила 1399 осіб/км².  Було 10408 помешкань (461/км²).
Расовий склад населення:
| - 85,4 % — білих - 6,2 % — азіатів - 3,1 % — чорних або афроамериканців - 0,1 % — корінних американців - 3,2 % — осіб інших рас |

До двох чи більше рас належало 2,0 %. Частка іспаномовних становила 11,3 % від усіх жителів.
За віковим діапазоном населення розподілялося таким чином: 24,4 % — особи молодші 18 років, 63,9 % — особи у віці 18—64 років, 11,7 % — особи у віці 65 років та старші. Медіана віку мешканця становила 38,9 року. На 100 осіб жіночої статі у переписній місцевості припадало 99,7 чоловіків;  на 100 жінок у віці від 18 років та старших — 97,5 чоловіків також старших 18 років.
Середній дохід на одне домашнє господарство  становив 106 686 доларів США (медіана — 94 432), а середній дохід на одну сім'ю — 113 436 доларів (медіана — 101 910). Медіана доходів становила 66 944 долари для чоловіків та 46 941 долар для жінок. За межею бідності перебувало 5,3 % осіб, у тому числі 5,8 % дітей у віці до 18 років та 2,8 % осіб у віці 65 років та старших.
Цивільне працевлаштоване населення становило 16 867 осіб. Основні галузі зайнятості: освіта, охорона здоров'я та соціальна допомога — 27,4 %, роздрібна торгівля — 14,4 %, науковці, спеціалісти, менеджери — 8,7 %, мистецтво, розваги та відпочинок — 8,2 %.